# Fosfuro di sodio
Il fosfuro di sodio è un Composto ionico con la formula Na3P composto dagli ioni sodio e fosfuro, non deve essere confuso con il fosfato di sodio, sale dell'acido fosforico.
Sono conosciuti vari fosfuri binari di sodio, NaP, eptafosfuro di sodio (NaP7), eptafosfuro di trisodio (Na3P7), endecafosfuro di trisodio (Na3P11) e pentakaidecafosfuro di sodio (NaP15).

## Sintesi
Può essere prodotto facendo reagire del sodio metallico liquido con del pentacloruro di fosforo ad alte temperature:
{\displaystyle {\ce {8 Na + PCl5 -> 5NaCl + Na3P}}}

## Usi
Il fosfuro di sodio può essere usato come fonte di ioni fosfuro o in alcune reazioni di polimerizzazione del 4-metil-1-pentene.